# 油麻地天后廟

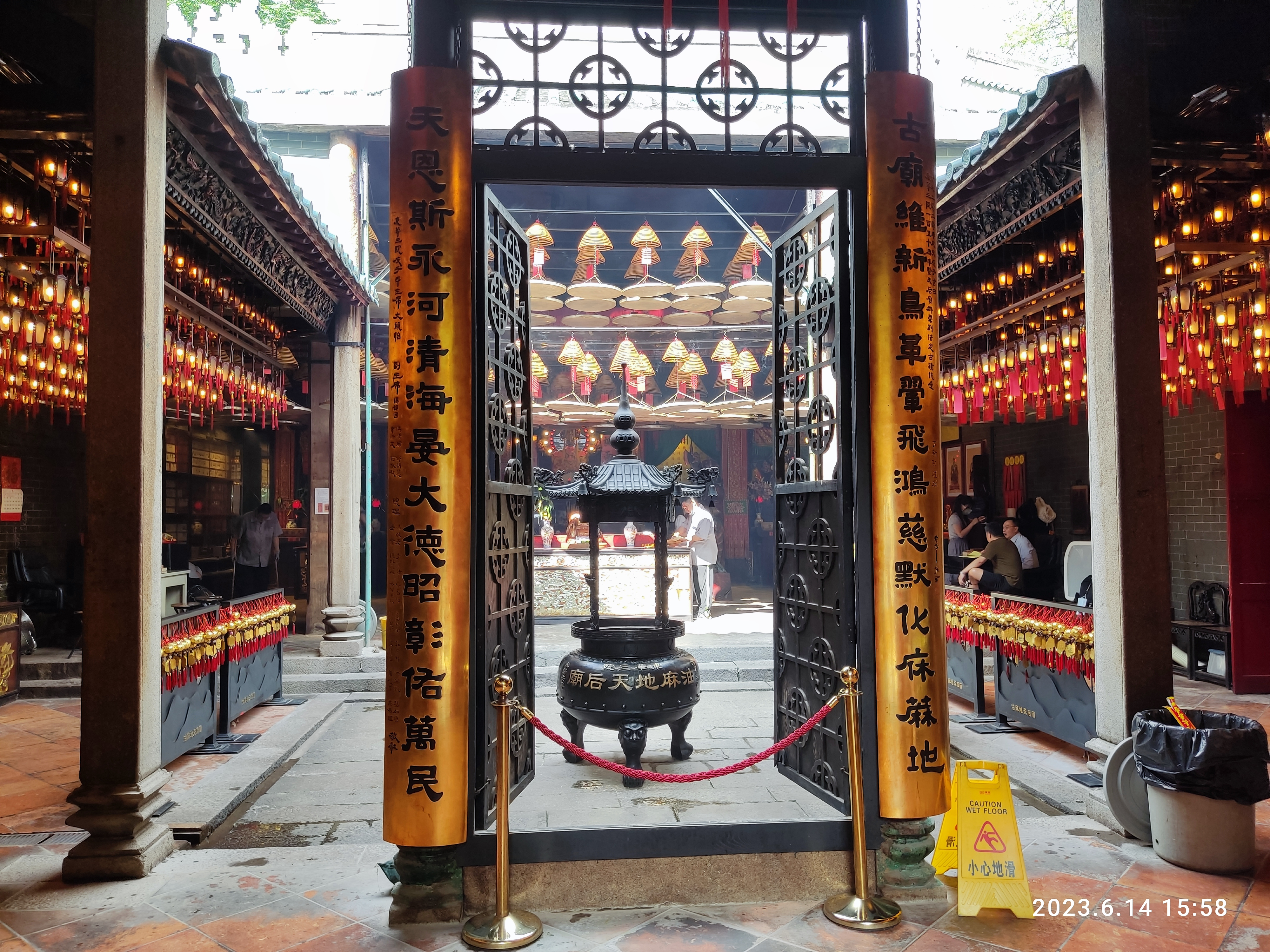
油麻地天后廟內貌

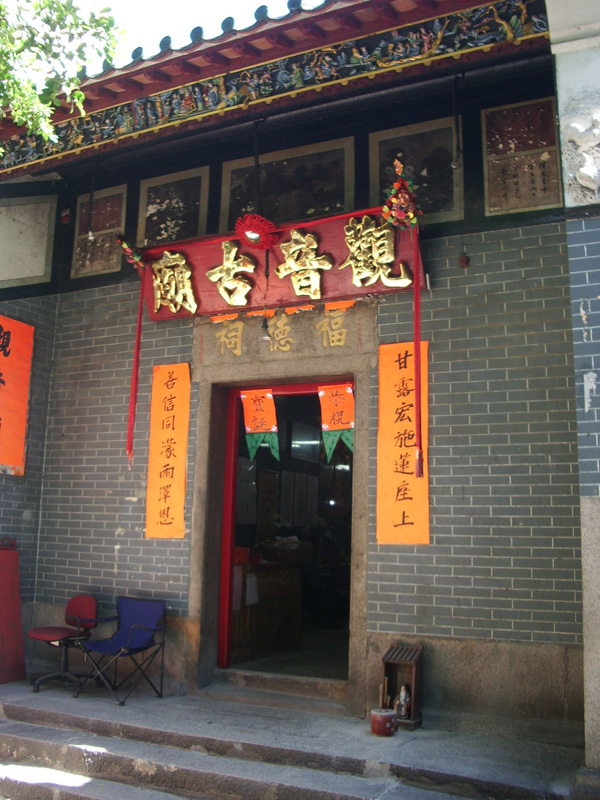
油麻地觀音古廟

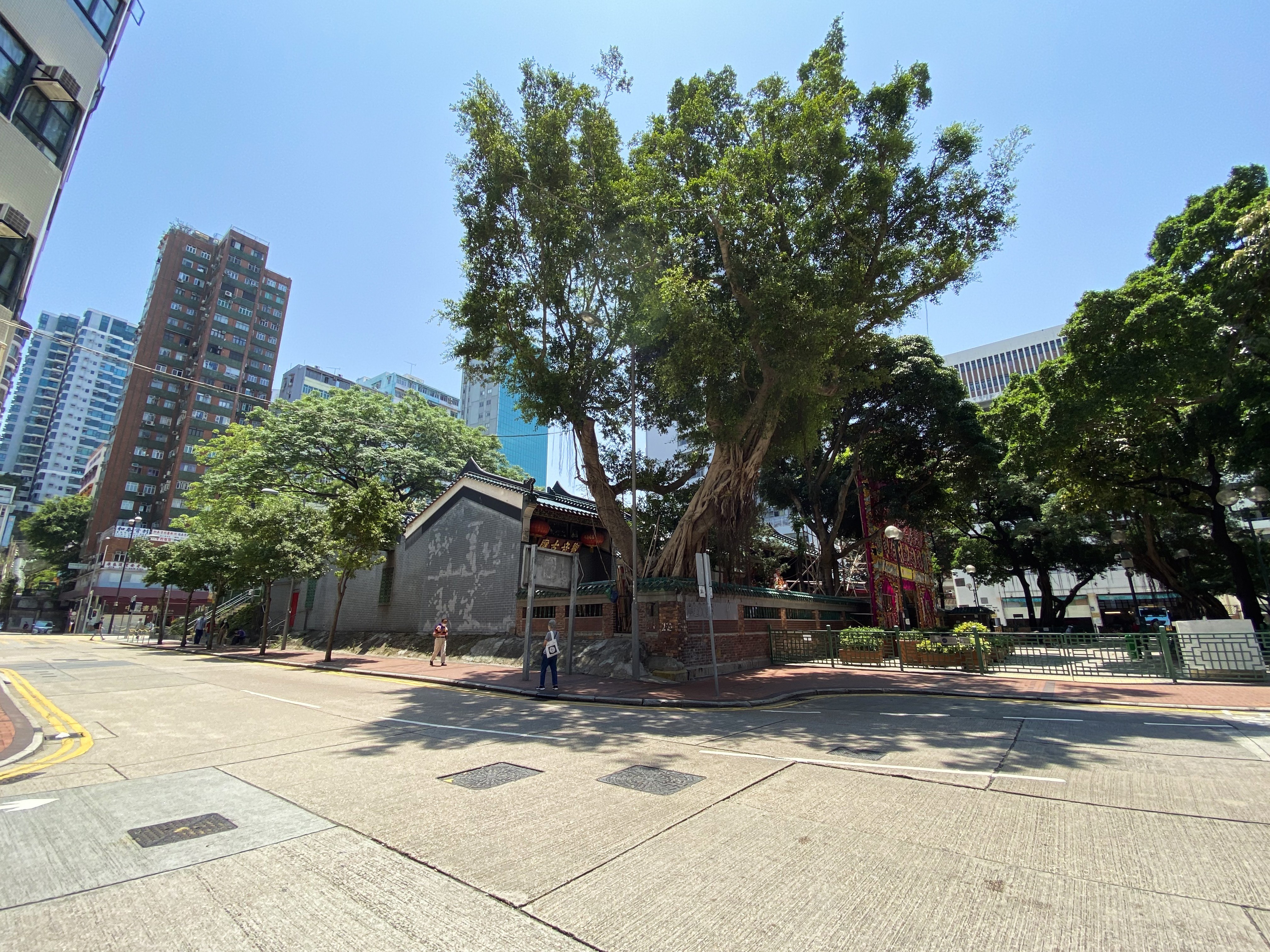
油麻地天后廟旁的大樹

油麻地天后廟是香港九龍規模最大的天后廟，位於油麻地廟街近眾坊街一帶，現由東華三院委託華人廟宇委員會管理，現被古物古蹟辦事處列為一級歷史建築。

## 歷史
油麻地天后廟於1865年由當地的水上居民所建，原為油麻地海邊的一座小廟宇，當時位置約於今日的北海街一帶。1870年，油麻地居民組成油麻地五約，重修該天后廟，成為當地的宗教中心及最繁盛的地方。當時天后廟前的土地是漁民曬船上麻纜的地方，而不少經營補漁船的桐油及麻纜商店在那裡開設，成為「油麻地」這個地名的起源。惟1874年甲戌風災，原廟被摧毀。當地居民遂於翌年籌募經費重建，1876年選取現址開始動工，1890年始告全面落成。而於1887年，天后廟以南及以北的街道被政府命名為「廟南街」和「廟北街」，其後合併為廟街，也是「廟街」這個街名的起源。
1916年，油麻地天后廟再被修葺，同時其部份事務開始被廣華醫院接手管理，以補貼醫院經費。1928年，華人廟宇委員會正式將油麻地天后廟移交廣華醫院。1931年，東華醫院、廣華醫院及東華東院正式統一為東華三院，並連同鄰近的油麻地福德祠由東華三院接管。油麻地天后廟於1969年至1972年重修，並與鄰近的油麻地城隍廟、油麻地社壇及油麻地書院合併運作及管理。
2018年，東華三院亦復辦九龍區最大型的天后誕活動──「油麻地天后誕」，以承傳本土傳統文化，並為市民祈福消災，祝願香港繁榮安定。更會舉行難得一見的「花炮衝神儀式」，向天后娘娘報喜及鞠躬行禮。

## 建築
油麻地天后廟以天后廟正殿為中，兩側則建有油麻地觀音樓、油麻地城隍廟、油麻地觀音樓社壇及油麻地書院，各座建築主祀不同的神靈。
廟中保留的歷史文物極為豐富，其中有1860年的石獅子，1865年、1875年、1890年及1916年所立的廟碑，1888年、1897年鑄的銅鐘，以及頗多的木石雕刻。而廟頂的1916年石灣瓦脊，至今依然存在。

## 開放時間
- 每日上午9時至下午5時。

## 外部連結
- 華人廟宇委員會：中 （页面存档备份，存于），英 （页面存档备份，存于）